# Smådansflugor
Smådansflugor (Microphoridae) är en familj av tvåvingar. Smådansflugor ingår i ordningen tvåvingar, klassen egentliga insekter, fylumet leddjur och riket djur.
Familjen innehåller bara släktet Microphor.